# Bitka pri rtu Matapan
Bitka pri rtu Matapan je bila prva velika pomorska bitka, ki je potekala v evropskih vodah v času druge svetovne vojne. Do bitke v kateri sta se spopadli italijanska in britanska mornarica je prišlo med 27. in 29. marcem 1941,  v okolici rta Matapan (Grčija) v Sredozemskem morju. Bitka je bila posledica italijansko-nemške operacije proti britanskim konvojem namenjenim v Grčijo. Preden pa je italijansko ladjevje zaplulo iz pristanišč in se odpravilo v boj, so italijanski obveščevalci pregledali moč britanskega ladjevja in pri tem storili ogromno napako. Napačno so sklepali o moči britanskega ladjevja. O premikih italijanskih ladij so kmalu izvedeli britanski obveščevalci, zato je britanska admiraliteta proti italijanskemu ladjevju poslala  močno floto, sestavljeno iz: ene letalonosilke, treh bojnih ladij, sedmih križark ter večjega števila rušilcev. Floti sta se srečali med rtom Matapan in Kreto, vnela se je tridnevna bitka, v kateri so Italijani izgubili tri križarke ter dva rušilca, Britanci pa so izgubili le eno letalo ter imeli nekaj ladij lažje poškodovanih.
S to bitko so si Britanci zagotovili premoč v vzhodnem Sredozemlju. Po njej se italijanska mornarica nikoli več ni spuščala v večje spopade z britansko mornarico.